# Thiodina
Thiodina là một chi nhện trong họ Salticidae. Thiodina loài là đặc hữu của Bắc và Nam Mỹ, từ New York đến Argentina.

## Các loài
Các loài trong chi Thiodina gồm:
- Thiodina branicki (Taczanowski, 1871) — Venezuela, Guyana, Guyane thuộc Pháp
- Thiodina candida Mello-Leitão, 1922 — Brasil
- Thiodina cockerelli (Peckham & Peckham, 1901) — Hispaniola, Jamaica
- Thiodina crucifera (F. O. P-Cambridge, 1901) — Panama
- Thiodina germaini Simon, 1900 — Brazil, Argentina
- Thiodina hespera Richman & Vetter, 2004 — Hoa Kỳ, México
- Thiodina inerma Bryant, 1940 — Cuba
- Thiodina melanogaster Mello-Leitão, 1917 — Brazil
- Thiodina nicoleti Roewer, 1951 — Chile
- Thiodina pallida (C. L. Koch, 1846) — Colombia đến Argentina
- Thiodina peckhami (Bryant, 1940) — Cuba
- Thiodina pseustes Chamberlin & Ivie, 1936 — Panama
- Thiodina puerpera (Hentz, 1846) — miền đông Hoa Kỳ
- Thiodina punctulata Mello-Leitão, 1917 — Brazil
- Thiodina rishwani Makhan, 2006 — Suriname
- Thiodina robusta Mello-Leitão, 1945 — Argentina
- Thiodina setosa Mello-Leitão, 1947 — Brazil
- Thiodina sylvana (Hentz, 1846) — Hoa Kỳ đến Panama
- Thiodina vaccula Simon, 1900 — Peru, Brazil
- Thiodina vellardi Soares & Camargo, 1948 — Brazil